# استنمور
استنمور (به انگلیسی: Stanmore) یک شهرک و ناحیه در بریتانیا است که در منطقه هرو لندن واقع شده‌است. استنمور ۲۳٬۷۰۰ نفر جمعیت دارد.